# John Alexander Ericson
John Alexander Ericson, ursprungligen Eriksson, född 27 mars 1972 i Uppsala, är en svensk alternativ rockmusiker. Han har gett ut fyra album som soloartist och tre med gruppen The Northern Territories samt ett album med Stjarna. 
Ericson är son till musikern och producenten Peter R. Ericson samt bror till Petter Ericson Stakee som är ledare för bandet Alberta Cross.

## Diskografi

### Soloalbum
- 2004 - Songs For Quiet Souls
- 2005 - Savannah Songs
- 2005 - Essentials Of The Northern Territories
- 2006 - Black Clockworks
- 2010 - Songs From the White Sea

### Album medThe Northern Territories
- 1994 - Midnight Ambulance (singel)
- 1994 - Midnight Ambulance
- 1997 - Orange Moon
- 1999 - Satellite People

### Album medStjarna
- 2009 - Stjarna